# Libro dell'Arte
Il Libro dell'Arte di Cennino Cennini è tra i più importanti trattati sulla pittura nell'arte italiana e uno tra i principali per l'arte europea. È il primo in lingua volgare (un linguaggio misto tra toscano e veneto).
Fu scritto tra il 1390 e il 1437 dal pittore fiorentino Cennino Cennini, collaboratore di Agnolo Gaddi, della seconda generazione dopo Giotto nei primi anni del Quattrocento, quando l'autore fiorentino si trovava a Padova al servizio dei Carraresi (vi si trovava almeno dal 1398).

## Descrizione
Il libro è il primo trattato organicamente monografico sulla produzione artistica, contenente informazioni su pigmenti e pennelli, sulle tecniche della pittura e dell'affresco e fornisce inoltre consigli e "trucchi" del mestiere. Spesso l'opera è stata interpretata dagli studiosi come momento di passaggio fra l'arte medievale e quella rinascimentale. Per la prima volta infatti l'artista-intellettuale fissa dei principi teorici piuttosto che singole norme pratiche.
Fu pubblicato per la prima volta a Roma nel 1821 da Giuseppe Tambroni. È il testo fondamentale soprattutto per i campi della pittura su tavola e l'affresco: la sua consultazione è oggi un passaggio obbligato per il restauro di opere d'arte antiche, rivalutato nel corso di importanti cicli di restauri, come quelli in seguito all'alluvione di Firenze del 1966.

## Contenuti
I primi capitoli (1-34) sono dedicati al disegno: veniva praticato su vari supporti, come tavolette ricoperte di cera con osso, carta bambagia, eccetera. Come strumenti usabili indica punte metalliche, ossa di pollo, penne o carboncini. L'importanza del disegno all'epoca andava poco al di là del mero strumento per la creazioni di altre opere, privo quindi di un valore estetico in sé, per questo è molto raro trovare nelle raccolte di disegni esemplari più antichi della metà del XV secolo, se si escludono gli schizzi e le miniature.
Dal 35º capitolo si affronta il tema del colore, su come crearli e utilizzarli. I capitoli 36 e 37 sono dedicati al nero, il 38 al colore delle sinopie, il 39 e 40 al cinabro, il 41 al minio, poi fino al 44 sono trattati i diversi rossi. Dal 45 al 50 compresi si trattano i gialli, poi i verdi e verdi-azzurri fino al capitolo 57; 58 e 59 trattano dei bianchi, mentre dal 60 al 62 si spiegano gli azzurri, compreso il preziosissimo blu di lapislazzulo. 
Cennino fornisce un vero e proprio ricettario per creare ciascun pigmento o colorante.
I capitoli dal 63 al 66 trattano degli arnesi del mestiere, in particolare dei pennelli, con le possibili varianti (i principali erano i pennelli di vaio o quelli di porco).
Dal capitolo 67 si inizia a trattare la tecnica dell'affresco: il 68 indica come colorire la carnagione di un vecchio, il 69 come dipingere barbe e capigliature, il 70 il corpo maschile, il 71 i panneggi, il 72 le sezioni da completare a secco. Dal 73 all'89 si trattano varie particolarità nella realizzazione degli affreschi.
Dall'89 al 94 si parla della pittura a olio, dal 95 del trattamento e l'applicazione di metalli preziosi (oro e argento) o non (stagno) alle pareti.
Dal capitolo 103 si inizia a descrivere la pittura su tavola a tempera, dalla preparazione della tavola e la stesura di uno strato di materiale preparatorio bianco a base di gesso su cui stendere il colore (121-141), poi la stesura dei pigmenti e la resa di particolari effetti, come quelli dei tessuti (tessuto di lana e velluto al capitolo 144), fino al capitolo 149.
Il capitolo 150 indica come formare alcuni mordenti in particolare quello a base di allume. I capitoli successivi trattano della pittura su alcuni supporti speciali: su libro, su stoffe (come preparazione per ricami), su cassoni lignei, su vetro, su smalti e paste vitree per mosaici. Il capitolo 173 indica la decorazione a stampo per le stoffe, con un procedimento che ricorda la xilografia. Il 174 indica come dipingere le sculture.
I capitoli 175-176 trattano accorgimenti contro l'umidità delle pareti, poi si parla delle pitture a monocromo (spesso in verde-terra). In seguito si analizza la collaborazione tra pittori e scultori, con la creazione di modelli in cera e gesso per la scultura.
Gli ultimi due capitoli sono dedicati all'intervento dei pittori nel conio delle monete.

## Edizioni deIl libro dell'arte
- Di Cennino Cennini Trattato della pittura messo in luce la prima volta con annotazioni dal cavaliere Giuseppe Tambroni, Roma 1821
- Il libro dell'arte, o Trattato della pittura di Cennino Cennini, di nuovo pubblicato, con molte correzioni e coll'aggiunta di più capitoli, tratti dai codici fiorentini, per cura di Gaetano e Carlo Milanesi, Firenze: F. Le Monnier, 1859
- Cennino Cennini, Il libro dell'arte; ed. riveduta e corretta sui codici per cura di Renzo Simi, Lanciano 1913
- Cennino Cennini, Il libro dell'arte, commentato e annotato da Franco Brunello; con una introduzione di Licisco Magagnato, Vicenza: N. Pozza, 1971 (2ª ed. 1982; 3ª ed. 1992).
- Il libro dell'arte o trattato della pittura di Cennino Cennini, a cura di Fernando Tempesti, Milano: Longanesi, 1984
- Cennino Cennini, Il libro dell'arte, prefazione, commento e note di Mario Serchi, Firenze : F. Le Monnier, 1991 (2ª ed. 1999)
- Cennino Cennini, Il Libro dell'arte della pittura: il manoscritto della Biblioteca nazionale centrale di Firenze, con integrazioni dal Codice riccardiano, a cura di Antonio P. Torresi; prefazione di Franco Cardini; postfazione di Galeazzo Viganò, Ferrara 2004